# توخوم
توخوم (به لاتین: Tuchom) یک منطقهٔ مسکونی در لهستان است که در Gmina Żukowo واقع شده‌است.

## خصوصیات
توخوم ۷۲۱ نفر جمعیت دارد.